# State of Confusion
State of Confusion is een album van de Britse rockband The Kinks uit 1983.

## Tracks
- "State of Confusion"
- "Definite Maybe"
- "Labour of Love"
- "Come Dancing" #
- "Property"
- "Don't Forget to Dance" #
- "Young Conservatives"
- "Heart of Gold"
- "Clichés of the World (B Movie)"
- "Bernadette" +

Opnamen: 1981 (+), 1982 (#), alle overige januari t/m maart 1983.
Mick Avory · Dave Davies · Ray Davies

John Dalton · Gordon Edwards · Ian Gibbons · John Gosling · Bob Henrit · Andy Pyle · Pete Quaife · Jim Rodford